# Possession
Possession er en amerikansk overnaturlig thriller fra 2009, baseret på den sydkoreanske film Jungdok. 
Filmen handler om Jessica, hvis liv tager en dramatisk vending, da hendes mand og svoger kommer ud for en bilulykke og ryger i koma. Hendes svoger vågner dog op og påstår, at han er hendes mand. Jessica må nu slås med tanken om, at hendes mand er vendt tilbage i svogerens krop, eller at noget meget mere dystert er på spil.
Filmen blev udgivet direkte til DVD i 2009.

## Medvirkende
| Skuespiller           | Rolle      |
| --------------------- | ---------- |
| Sarah Michelle Gellar | Jess       |
| Lee Pace              | Roman      |
| Michael Landes        | Ryan       |
| Chelah Horsdal        | Miranda    |
| William B. Davis      | Hypnotisør |
| Tuva Novotny          | Casey      |

## Eksterne Henvisninger
- Possession på Internet Movie Database (engelsk)
- Possession på Filmdatabasen
- Possession på Scope
- Possession på AlloCiné (fransk)
- Possession på MovieMeter (nederlandsk)
- Possession på AllMovie (engelsk)
- Possession på The Movie Database (engelsk)
- Possession på Rotten Tomatoes (engelsk)
- Possession på Netflix (engelsk)